# Татьяна Гюфнер
Татьяна Гюфнер (нім. Tatjana Hüfner; 30 квітня 1983,  Нойруппін, Німеччина) — німецька саночниця, олімпійська чемпіонка.
Виступає в санному спорті на професіональному рівні з 2003 року. Один із лідерів національної команди, як учасник зимових Олімпійських ігор здобула бронзу в 2006 році в одиночних змаганнях, вигнала ігри у Ванкувері, була другою на іграх у Сочі. 
2007 року на чемпіонаті світу в Іґлс посіла перше місце, а уже в 2008 році в Обергофі завоювала ще дві золоті медалі.